# Котлыш
Котлыш — река в России, протекает по территории Кольского района Мурманской области. Устье реки находится в 9,7 км по левому берегу реки Вийми на высоте 99,8 м над уровнем моря. Длина реки — 15 км, площадь водосборного бассейна составляет 48,6 км². Протекает через озеро Кениримъяврш.

## Данные водного реестра
По данным государственного водного реестра России, относится к Баренцево-Беломорскому бассейновому округу, водохозяйственный участок реки — Тулома от Верхнетуломского гидроузла и до устья, речной подбассейн реки отсутствует. Речной бассейн реки — бассейны рек Кольского полуострова, впадает в Баренцево море.